# 福建省厦门第二中学
24°45′29″N 118°07′42″E / 24.75806°N 118.12833°E
福建省厦门第二中学，简称厦门二中，又名厦门大学附属第二中学是福建省一级达标高中，在二十世纪五十至六十年代由鼓浪屿上几座较为知名的中学联合而成。

## 学校历史
厦门二中是厦门市办学历史最悠久的学校，前身可追溯至1870年创办的毓德女学、1877年创办的怀仁女校、1898年创办的英华书院等鼓浪屿早期较有影响的新式学校。在1951年3月，厦门大学附属校友中学正式更名为厦门第二中学。
1952年8月，厦门英华中学并入厦门第二中学；
1959年9月，原来的鼓浪屿毓德女学校和私立怀仁女子中学联合创办的厦门女子中学加入厦门第二中学；
1968年，厦门鼓浪屿区侨办中学并入厦门第二中学。

## 学校荣誉
厦门二中在办学方面与其他中学相比较为突出，在厦门市中学生足球赛中曾经一度获得“九连冠”，在福建省中学生足球赛中也曾获“三连冠”。
2010年，荣获福建省一级达标高中、全国和谐校园先进学校。
2011年，荣获福建省防震减灾科普示范学校。
2015年，荣获全国青少年足球特色校。
2018年，編號016319小行星由1961年至1967年期間學校的一名學生陳棟華以 Xiamenerzhong（廈門二中）命名。

## 历任校长
| 序号 | 校长姓名 | 就任          | 卸任          |
| ---- | -------- | ------------- | ------------- |
| 1    | 林鹤龄   | 1951年        | 1952年        |
| 2    | 黄卫世   | 1952年        | 1957年        |
| 3    | 孟宪武   | 1957年        | 1959年        |
| 4    | 陈碧玉   | 1959年 1978年 | 1968年 1980年 |
| 5    | 上官世文 | 1968年        | 1970年        |
| 6    | 康承谟   | 1970年        | 1975年        |
| 7    | 郑克诚   | 1975年        | 1978年        |
| 8    | 梁明富   | 1980年        | 1983年        |
| 9    | 邱章开   | 1983年        | 1985年        |
| 10   | 张承志   | 1985年        | 1989年        |
| 11   | 林秀绵   | 1989年        | 1995年        |
| 12   | 林解成   | 1999年        | 2006年        |
| 13   | 谢志强   | 2007年        | 2013年        |
| 14   | 吴启建   | 2013年        | 2018年        |
| 15   | 王守琼   | 2018年        | 现任          |

## 相关链接
- 厦门第二中学网站 （页面存档备份，存于）